# AGF Håndbold
AGF Håndbold er en håndboldklub med hjemmebane i Århus. Klubben er en del af Aarhus Gymnastikforening af 1880, og blev først stiftet i 1935. På landsplan er det en af de ældste håndboldklubber.
AGF Håndbold har hjemmebane på Atletion i Århus, og har ca. 400 medlemmer. Klubben har 24 ungdomshold og 8 seniorhold. Klubben samarbejder med Aarhus Håndbold og Aarhus United omkring deres U18 hold.
Klubben har to hovedsponsorer: Freja Transport & Logistics A/S er sponsor for seniorafdelingen og Raundahl & Moesby for ungdomsafdelingen.
Deres førstehold spiller i 2019/20 i 2. division hos både damerne og herrerne. Det er en klub i udvikling, og med 32 hold kan klubben tilbyde håndbold til børn, unge og voksne på alle niveauer. I AGF Håndbold er der plads til alle, og en af bestyrelsens vigtigste prioriteter er at dele sol og vind ligeligt mellem bredde og elite. Dette hænger sammen med klubbens motto: ”Sudare pro communi causa” hvilket betyder: ”vi sveder for samme sag”. Et godt eksempel på dette er afviklingen af det årlige AGF CUP, hvor forældre samt seniorspillere varetager diverse vagter i fællesskab. Ligeledes hjælper ungdomsspillerne med afviklingen af 1. divisionsspillernes kampe, som til gængæld fungerer som gæstetrænere på diverse ungdomshold både i hverdagen og til AGF’s Håndboldskole.

## AGF CUP
Hvert år til påske afholder klubben AGF CUP, hvor hold fra hele landet deltager i stævnet, som afvikles fra langfredag til påskesøndag. I alt tre dage med masser af flot håndbold. Stævnet blev første gang afholdt i 2009, og 2014-versionen var det største stævne i klubbens historie. Her deltog også en håndfuld norske hold. 
Ved AGF CUP er:
- Alle hold garanteret fem kampe.
- Forplejning altid af høj kvalitet med fokus på sunde råvarer
- ”Leder-lounge” lørdag aften et hit
- Du garanteret gratis entré til Tivoli Friheden alle stævnets dage.

## AGF Håndboldskole
Udover den almindelige håndboldtræning tilbyder AGF Håndbold også håndboldskole i den sidste uge af skolernes sommerferie. Her deltager omkring 100 spillere i alderen U10 til og med U16. Disse spillere er primært fra klubben selv, men også spillere fra naboklubber deltager i håndboldugen, hvor der trænes individuelt på en sjov og anderledes måde end den almindelige klubtræning. Instruktørerne her kommer primært fra klubbens ungdomstrænere, men også trænere og spillere fra klubbens seniorhold kigger forbi. Derudover er der besøg fra ligaspillere i Århus håndbold samt én særlig gæst som Hummel har inviteret. Blandt andet har Henrik Møllgaard fra A-landsholdet trænet u12 drenge og piger til stor begejstring.